# Motta Santa Lucia
Motta Santa Lucia is een gemeente in de Italiaanse provincie Catanzaro (regio Calabrië) en telt 857 inwoners (31-12-2004). De oppervlakte bedraagt 25,7 km², de bevolkingsdichtheid is 34 inwoners per km².
De volgende frazioni maken deel uit van de gemeente: Marignano, Casale, Porchia.

## Demografie
Motta Santa Lucia telt ongeveer 328 huishoudens. Het aantal inwoners daalde in de periode 1991-2001 met 12,4% volgens cijfers uit de tienjaarlijkse volkstellingen van ISTAT.
| Jaar | Inwoneraantal |
| ---- | ------------- |
| 1991 | 968           |
| 2001 | 848           |

## Geografie
Motta Santa Lucia grenst aan de volgende gemeenten: Altilia (CS), Conflenti, Decollatura, Martirano, Pedivigliano (CS).

## Externe link

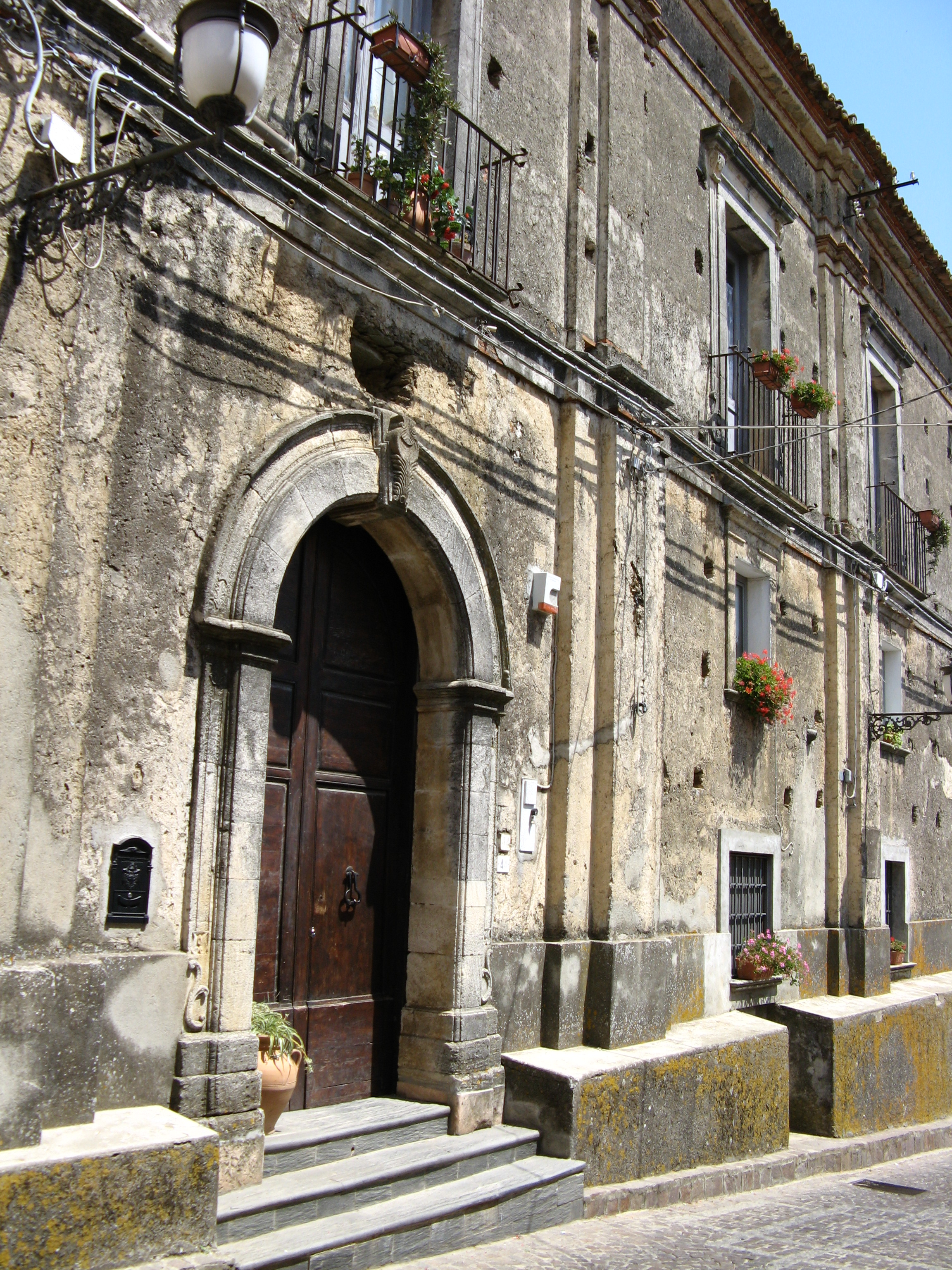